# Limon (Nièvre)
Limon ist eine französische Gemeinde mit 145 Einwohnern (Stand: 1. Januar 2022) im Département Nièvre in der Region Bourgogne-Franche-Comté. Die Gemeinde gehört zum Arrondissement Nevers und zum Kanton Guérigny. 

## Geografie
Limon liegt etwa 19 Kilometer ostsüdöstlich von Nevers in Zentralfrankreich. Umgeben wird Limon von den Nachbargemeinden Saint-Benin-d’Azy im Norden und Osten, Beaumont-Sardolles im Süden sowie La Fermeté im Westen.

## Bevölkerungsentwicklung
| Jahr                       | 1962 | 1968 | 1975 | 1982 | 1990 | 1999 | 2006 | 2013 |
| Einwohner                  | 188  | 177  | 176  | 161  | 146  | 168  | 171  | 156  |
| Quellen: Cassini und INSEE |      |      |      |      |      |      |      |      |

## Sehenswürdigkeiten
- Kirche Notre-Dame-de-l'Assomption aus dem 16. Jahrhundert
- Mühle